# Al Vandenberg

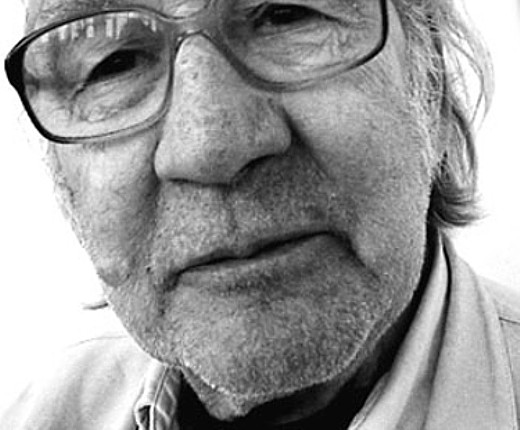
Al Vandenberg 2010

Alfred S. Vandenberg (* 31. August 1932 in Boston, Vereinigte Staaten; † 20. März 2012 in Hereford, England) war ein US-amerikanischer Fotograf. Er war bekannt für seine Straßenporträts und die Mitwirkung am Schallplattencover für die Beatles-LP Sgt. Pepper’s Lonely Hearts Club Band.

## Leben und Wirken
Vandenberg war der Sohn niederländischer Einwanderer. Er diente Anfang der 1950er Jahre bei der United States Army und beteiligte sich am Koreakrieg. Anschließend besuchte Vandenberg die Kunstschule in Boston, studierte dann Fotografie in New York zusammen mit Alexey Brodovitch, Richard Avedon und Bruce Davidson. Seine Arbeiten befassten sich zunächst mit der Armut, urbanen Problemzonen und ethnischen Minderheiten. Dabei ließ er sich von Diane Arbus und Garry Winogrand inspirieren, die diese Themen bereits vor ihm aufgegriffen hatten. Diese frühen Fotografien wurden im Smithsonian Institute im Rahmen des Programms War on Poverty ausgestellt, das US-Präsident Lyndon B. Johnson initiiert hatte. Zu dieser Zeit arbeitete er als Art Director für die Werbeagentur Doyle, Dane & Bernbach in New York.
In den 1960er Jahren begann er eine Karriere als kommerzieller Fotograf. Er zog 1964 nach London, arbeitete in der Mode und Werbung und machte Aufnahmen für die Musikbranche. Vandenberg war auch am Album-Cover von Sgt. Pepper’s Lonely Hearts Club Band von den Beatles beteiligt. Die Fotosession fand im März 1967 im Studio von Michael Cooper in Chelsea statt, der auch der Fotos für die Plattenhülle machte. Vandenberg war für die Bereitstellung der Kulisse und die Gestaltung der Albumhülle verantwortlich. Die Entwicklung des Konzepts und die Koordination übernahmen Peter Blake und seine Frau Jann Haworth.
Ende der 1960er und Anfang der 1970er Jahre ging Vandenberg viel auf Reisen und gab schließlich seine kommerzielle Arbeit auf, um sich auf seine persönlichen Straßenporträts zu konzentrieren. Er änderte sein bevorzugtes Sujet, das bisher Depression, Armut und Entfremdung behandelte, und porträtierte nun Personen, die direkt in die Kamera blickten und mit dem Fotografen in eine Beziehung traten. Seine Themen waren nun entspannt und unmittelbar in ihrer Umsetzung. Er fotografierte Menschen in Singapur, Tokio, Hongkong, Peking, Thailand, Hollywood, New York und London. Vandenberg war Mitbegründer des Hereford Photography Festival, eines jährlichen Fotowettbewerbs, der 2012 eingestellt wurde.